# Параллельное соединение (информатика)
В области телекоммуникаций и информатике параллельным соединением называют метод передачи нескольких сигналов с данными одновременно по нескольким параллельным каналам. Это принципиально отличается от последовательного соединения; это различие относится к одной из основных характеристик коммуникационного соединения.
Основное различие между параллельным и последовательным каналами связи заключается в количестве проводов или стекловолокон на физическом уровне, используемых для одновременной передачи данных устройством. Параллельное соединение предполагает более одного такого провода/волокна, помимо заземления. 8-битный параллельный канал передает восемь бит (или один байт) одновременно. Последовательный канал будет передавать эти биты по одному за раз. Если оба канала работают на одной и той же тактовой частоте, то параллельный канал окажется в восемь раз быстрее. Параллельный канал в общем случае обладает дополнительными контрольными сигналами, такие как такт, для указания того, что данные переданы корректно, а также могут присутствовать ещё и другие сигналы для установки соединения и направленного контроля передачи данных.

## Примеры систем с параллельным соединением
- Компьютерные периферийные шины: ISA, ATA, SCSI, PCI и Front Side Bus, а также бывшие ранее весьма распространенными IEEE 1284 / Centronics для  «принтерного порта»
- Шина лабораторной инструментации IEEE-488
- (см. ещё примеры в статье Шина (компьютер))

## Сравнение с последовательным соединением
До разработки высокоскоростных последовательных технологий выбор в пользу параллельных соединений вместо последовательных определялся следующими факторами:
- Скорость: На первый взгляд, скорость параллельного соединения равна числу бит, посылаемых за раз, составляющего битрейт каждого отдельного пути; удвоение числа передаваемых бит за раз удваивает скорость передачи данных. На практике, расфазировка синхронизирующих импульсов снижает скорость каждого соединения до наименьшей скорости среди всех соединений. В последовательных шинах большая скорость является компенсирующим параметром для достижения нужной пропускной способности в сравнении с относительно 'медленным' параллельным соединением.
- Длина кабеля: перекрёстные помехи создают интерференцию между параллельными линиями, и соответственно, данный эффект усиливается при увеличении длины коммуникационного соединения. Это накладывает ограничение сверху на длину параллельного соединения, благодаря чему она получается короче, чем длина последовательного соединения. Фактическая длина кабелей параллельных и последовательных интерфейсов имеет минимальные различия, не дающих практических преимуществ.
- Сложность: Параллельные соединения легко реализуемы в оборудовании, что делает их весьма логичным выбором. Создание параллельного порта в компьютерной системе относительно простое, требуя лишь запор для копирования данных в шину передачи данных. В отличие от этого, большинство последовательных соединений должны быть сначала сконвертированы в параллельную форму при помощи универсального асинхронного приёмопередатчика (UART) перед тем, как они смогут напрямую подключиться к шине данных.

Снижение стоимости интегральных цепей в сочетании с растущими потребительскими требованиями к скорости и длине кабелей привело к тому, что предпочтение стало отдаваться последовательному соеднинению вместо параллельного; например, IEEE 1284 для принтерных разъемов и USB, Parallel ATA и Serial ATA, SCSI и FireWire.
С другой стороны, появилась потребность в параллельных соединениях в области радиосоединения. Вместо передачи одного бита за раз (как в коде Морзе и Двоичная фазовая манипуляция), распространенные механизмы соединений, как например, фазовая манипуляция, импульсная модуляция и MIMO, посылают несколько бит одновременно. (Каждая такая группа бит называется «символом»). Каждый механизм может быть расширен для отправки байта целиком за раз (256-QAM). Более современные механизмы, такие как OFDM, используются в ADSL для передачи более 224 бит в параллельном режиме, а также в DVB-T для передачи более 6048 бит в параллельном режиме.